# Чигрин, Евгений Михайлович
Евгений Михайлович Чигрин (род. 16 сентября 1961 на Украине) — российский поэт и эссеист, живущий в Москве.

## Биография
Детские годы прошли в Литве (Вильнюс), Казахстане (Ермак), Винницкой области (Украина). В 1988—2002 гг. жил в Южно-Сахалинске, с 2002 г. живёт в Москве и подмосковном Красногорске.
Член Международного ПЕН-клуба и Союза писателей Москвы.

## Творчество
Публиковал стихи в журналах «Новый мир», «Дружба Народов», «Континент», «Звезда», «Нева», «Арион», «Интерпоэзия», «Вестник Европы», «Юность», «Зарубежные записки» (Германия), «Крещатик» (Германия), «День и Ночь», «Южное сияние», «Рубеж», «Новая Польша», «Урал», «Байкал», «Кольцо А» и в других литературных журналах и альманахах, а также в ряде престижных европейских и российских антологий. Является автором «Литературной Газеты»..
Произведения поэта переводились на испанский, французский, английский, польский, румынский, хинди, арабский, турецкий, сербский, македонский, чешский, азербайджанский, белорусский и украинский языки.
В 2014 году в переводе на украинский язык была издана книга лирики поэта Евгения Чигрина «Погонщик» (Погонич).
Переводчик: Игорь Павлюк. Предисловия: Евгения Рейна, Игоря Павлюка. Киев: ДІА.
В 2015 году издана книга стихотворений Евгения Чигрина на польском языке (Jewgienij Czigrin. Poganiacz. Wiersze wybrane, Bydgoszcz, 2015). Переводчик: Владимир Штокман (Краков). Редактор: Дариуш Томаш Лебёда (Быдгощ). Быдгощ (Польша): поэтическая серия литературно-художественного журнала «Temat».
В 2019 году издательство «Граматик», Белград, Сербия (Danilo Jokanovic) выпустило в свет книгу Евгения Чигрина на сербском языке в переводе Vladimir Jaglicic.
Авторские вечера состоялись в Москве (Центральный дом литераторов, «Русское зарубежье», «Булгаковский центр», Оренбурге, Казани, Украине (Винница; Коктебель, 2011, 2012), Польше (Краков, Вроцлав),
Тунисе (Тунис, Бизерта), Армении (Ереван) и во многих других городах СНГ и за рубежом.
Участвовал во многих в российских и зарубежных фестивалях, в том числе:
- 25-й Международный фестиваль поэзии (Канада Труа-Ревьер, Квебек, 2009; 104 поэта из 30 стран);
- Международный фестиваль поэзии на Байкале (2001, 2010, 2013);
- Международный Волошинский фестиваль в Крыму (2010, 2011, 2012);
- Международный фестиваль поэзии «Золотая осень» (Варшава, 2008, 2010);
- Участник 4-й Международной книжной ярмарки в Польше (Варшава, 2013);
- 54-й Международный фестиваль Стружские вечера поэзии (Македония, 2015);
- 56-е Международные встречи писателей в Белграде (Сербия, 2019).

### Избранные сочинения
- Чигрин Е. Погонщик : [стихи]. — М.: Время, 2012. — 125 с. — (Поэтическая библиотека. Содерж.: циклы: Островистые земли; Колониальные песни; Смычковая музыка). — 1000 экз. — ISBN 978-5-9691-0715-1.
- Чигрин Е. Неспящая бухта : [стихи]. — М.: Время, 2014. — 224 с. — (Поэтическая библиотека). — 1000 экз. — ISBN 978-5-9691-1155-4.
- Чигрин Е. Подводный Шар : [стихи]. — М.: У Никитских Ворот, 2015. — 128 с. — 300 экз.
- Чигрин Е. Невидимый проводник : [стихи]. — М.: У Никитских Ворот, 2018. — 204 с. — 1000 экз.

### Эссе
- Чигрин Е. Здесь виноградники с холма… // Литературная газета. — 2014, 2 июля.
- Чигрин Е. В горчичном дыме // Литературная газета. — 2015, 11 марта.

### Интервью
- Панин И. Поэт бывает счастлив. Иногда… // Независимая газета : газета. — 2009, 5 февраля.
- Прилепин З. Евгений Чигрин: Отправиться в Бенгалию. Сетевая словесность. Дата обращения: 23 апреля 2013. Архивировано из оригинала 12 мая 2013 года.
- Скоробогатько В. Подсказывая музыку строфе (недоступная ссылка — история) // Московская правда. — 2013, 02 августа.
- Шенкман Я. Предметы песен // Литературная Россия. — 2009, 20 мая. — № 20. Архивировано 22 октября 2012 года.
- Щербак-Жуков А. Жизнь прекрасна, потому, что человек может путешествовать // Независимая газета : газета. — 2011, 3 ноября.
- Оренбургская неделя: фестивалю нужна фишка
- Свободная Пресса: Евгений Чигрин
- Exlibris «Под музыку Шопена» Чеслав Павлицкий, Варшава. Международный фестиваль поэзии в Польше.
- Exlibris «Кленовый октябрь» Международный фестиваль поэзии в Канаде.
- Exlibris «Кораблик плывет» Андрей Щербак-Жуков
- Гвозденович C. Ракия и «Катюша» // Независимая газета : газета.
- Стулова А. Сегодня живых поэтов показывать побаиваются // Известия. — 2019, 15 января.
- Ефремова Д. «Литература — ненадежный способ заработка» // Культура. — 2018, 4 октября.
- Яковлева М. «Старый кочевник» // Литературная газета. — 2019, 18 апреля.

## Рецензии
О творчестве поэта писали Евгений Рейн, Андрей Битов, Олег Хлебников, Данила Давыдов, Михаил Синельников, Павел Басинский, Кирилл Анкудинов, Игорь Белов, Игорь Панин, Станислав Айдинян, Виталий Науменко, Виталий Молчанов и др.
- Айдинян С. О творчестве Евгения Чигрина (к 50-летию со дня рождения) // Южное Сияние. — 2012. — № 1.
- Айдинян С. Огонёк постблоковской поры (к 60-летию со дня рождения) // Южное Сияние. — 2021. — № 2.
- Александрова А. Тихотворчество возле моря // Литературная газета. — 2015. — № 22.
- Анкудинов К. Евгений Чигрин. «Погонщик». — Сборник стихотворений. — М., «Время», 2012, серия «Поэтическая библиотека» // Мегалит : евразийский журнальный портал.
- Анкудинов К. Прогулки по журнальному саду // Свободная Пресса : ежедневное интернет-издание. — 2013, 21 декабря.
- Басинский П. Поэзия вопреки времени // Российская газета. — 2012, 29 июня. — № 5820 (147).
- Баталов С. Домолчаться до слов // Рrosodia. — 2019. — № 10.
- Белов И. Вызывающе другой // Новая газета. — 2012, 9 июля. — № 75.
- Белов И. Вызывающе другой // День и Ночь. — 2012. — № 4. — С. 195—196.
- Бушуева М. Небовидец // Литературная газета. — 2018. — № 43. — С. 195—196.
- Гейдэ Н. В батискафе стихотворения // День и Ночь. — 2015. — № 1.
- Гейдэ Н. Музыка чернил // Плавучий мост. — 2018. — № 3 (19).
- Гейдэ Н. Почтальон одиночества // Независимая газета : газета. — 2018. — № 8 (24).
- Горюнова И. Евгений Чигрин. Погонщик // Зинзивер. — 2012. — № 2 (34).
- Замшев М. Держу в руках видение // Литературная Россия. — 2014. — № 37. Архивировано 12 сентября 2014 года.
- Замшев М. Евгений Чигрин, «Неспящая бухта» // Дети Ра. — 2014. — № 9(119).
- Марков Е. Поэтическая соль Евгения Чигрина // Мегалит : евразийский журнальный портал.
- Молчанов В. Смычковая музыка : Книга стихотворений Евгения Чигрина «Погонщик». Москва, издательство «Время», 2012. — (Поэтическая библиотека). Международный сетевой альманах Litera. Дата обращения: 23 апреля 2013. Архивировано из оригинала 1 апреля 2014 года.
- Сокольский Э. C ним хочется выпить. НГ-EXlibris. Дата обращения: 20 марта 2014.
- Три рецензии на книгу стихов Евгения Чигрина «Погонщик». Международный сетевой альманах Litera. Дата обращения: 23 апреля 2013. Архивировано из оригинала 1 апреля 2014 года.
- «Независимая Газета» Владимир Штокман
- «Московская правда» Владимир Скоробогатько
- Науменко В. Всё станет на место при звуке // «Урал». — 2014. — № 1.
- Орский М. (Польша) рецензия на книгу Евгения Чигрина (перевод В. Штокмана) на польском языке.
- Чкония Д. По музыке души // «Эмигрантская лира». — 2019. — № 1.
- Чкония Д. Книжный ряд // «Интерпоэзия». — 2015. — № 1.
- Яровая А. Кресло Рейна
- Exlibris Пять книг недели

## Награды и премии
- премия Сахалинского фонда культуры (1992)
- Международная Артийская премия (1998)
- диплом Министерства культуры Московской области (2006)
- премия Константина Симонова (2011)
- премия Центрального федерального округа в области культуры и искусства (2013)
- Международная премия имени Арсения и Андрея Тарковских (2013)
- медаль правительства Москвы «За доблестный труд».
- Книга «Неспящая Бухта» — шорт-лист Всероссийской премии им. Антона Дельвига (2013)
- Награждён медалью Н. Гоголя (Киев) за книгу"Погонич" (Погонщик) на украинском языке (перевод лауреата премии им. Т. Шевченко и премии английского ПЕН-клуба поэта и драматурга Игоря Павлюка)  (2014)
- лауреат Горьковской литературной премии в поэтической номинации за книгу стихотворений «Неспящая Бухта» (2014)
- лауреат Всероссийской литературной премии имени Павла Бажова за книгу стихотворений «Неспящая бухта» (изд. Время). (2014)
- лауреат общенациональной премии «Золотой Дельвиг» за верность Слову и Отечеству за книгу стихотворений «Подводный Шар» (изд. У Никитских Ворот). (2015)
- лауреат премии имени Сергея Аксакова за книгу «Подводный Шар». (2017)